# 圣阿加塔
圣阿加塔是奥地利上奥地利州格里斯基尔兴县的一个市镇。总面积31.8平方公里，总人口2148人，人口密度67.5人/平方公里（2005年）。